# Бягство от свободата
Бягство от свободата (на американски английски: Escape from Freedom, Бягство от свободата) (на британски английски: The Fear of Freedom, Страхът от свободата) е книга от 1941 г. на немския психоаналитик Ерих Фром. Книгата излиза под различни заглавия за читателите във Великобритания и САЩ, съответно „Страх от свободата“ и „Бягство от свободата“. Издадена е за първи път в САЩ от издателство Farrar & Rinehart през 1941 г. На български език книгата е издадена за първи път през 1992 г. от издателство „Христо Ботев“.
Книгата разглежда променливата човешка връзка със свободата, особено във връзка с личните последици от нейната липса.

## Издания в България
- Ерих Фром, Бягство от свободата, превод от английски език Владимир Ганев, изд. Захарий Стоянов, София, 2001, ISBN 954-739-671-4